# Castro de Lerilla
Lerilla es un castro situado en el municipio español de Zamarra, en la provincia de Salamanca, Castilla y León. En el lugar se han encontrado restos de época prerromana, romana y visigoda.